# Космічне телебачення

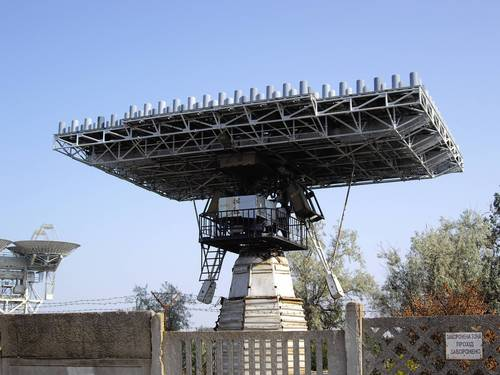

Космі́чне телеба́чення — бачення на наддалекі (космічні) віддалі нерухомих і рухомих об'єктів методами електро- і радіозв'язку.
Принцип космічного телебачення такий самий як і телебачення, однак у космічному телебаченні застосовують складнішу й чутливішу апаратуру. На космічному кораблі-супутнику «Восход-2», наприклад, було встановлено зовнішню світлочутливу телевізійну камеру спеціальної конструкції, за допомогою якої вперше (1965) здійснено передачу з відкритого космосу. Вперше в широких масштабах (з ретрансляцією в багато країн) телевізійні передачі з космосу на Землю здійснено 1962 під час польоту льотчиків-космонавтів А. Г. Ніколаєва і П. Р. Поповича.